# Patanga japonica
Patanga japonica är en insektsart som först beskrevs av Bolívar, I. 1898.  Patanga japonica ingår i släktet Patanga och familjen gräshoppor. Inga underarter finns listade i Catalogue of Life.

## Bildgalleri

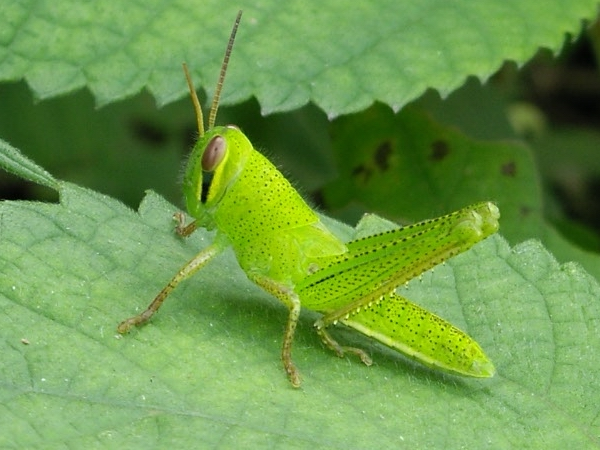
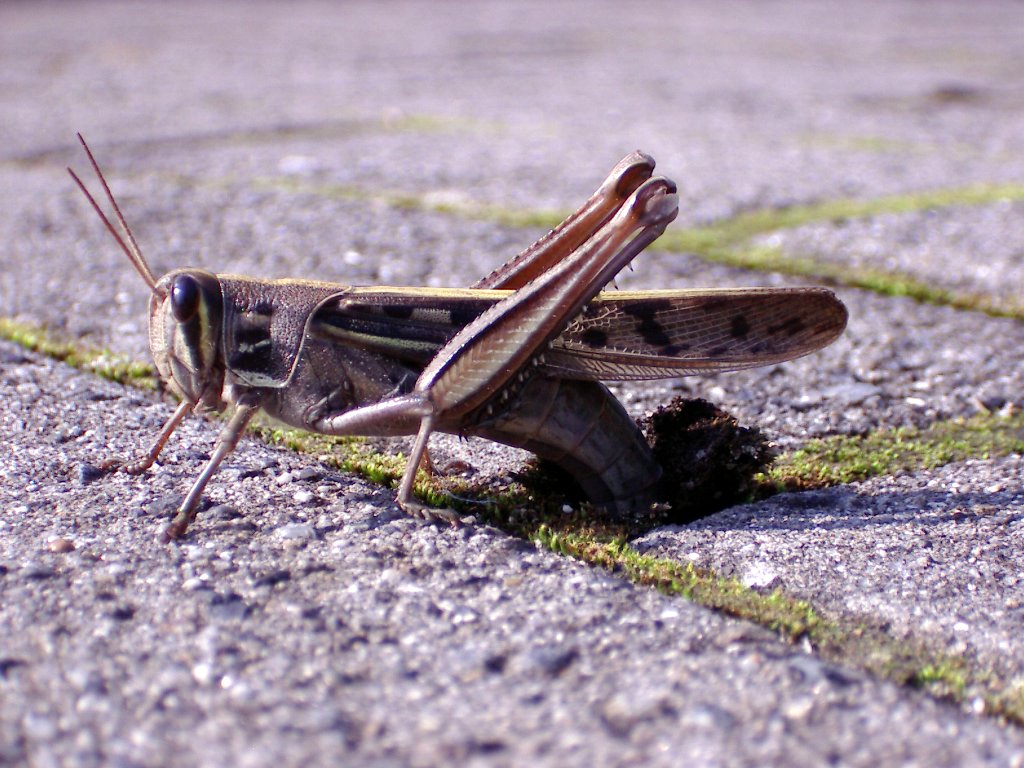
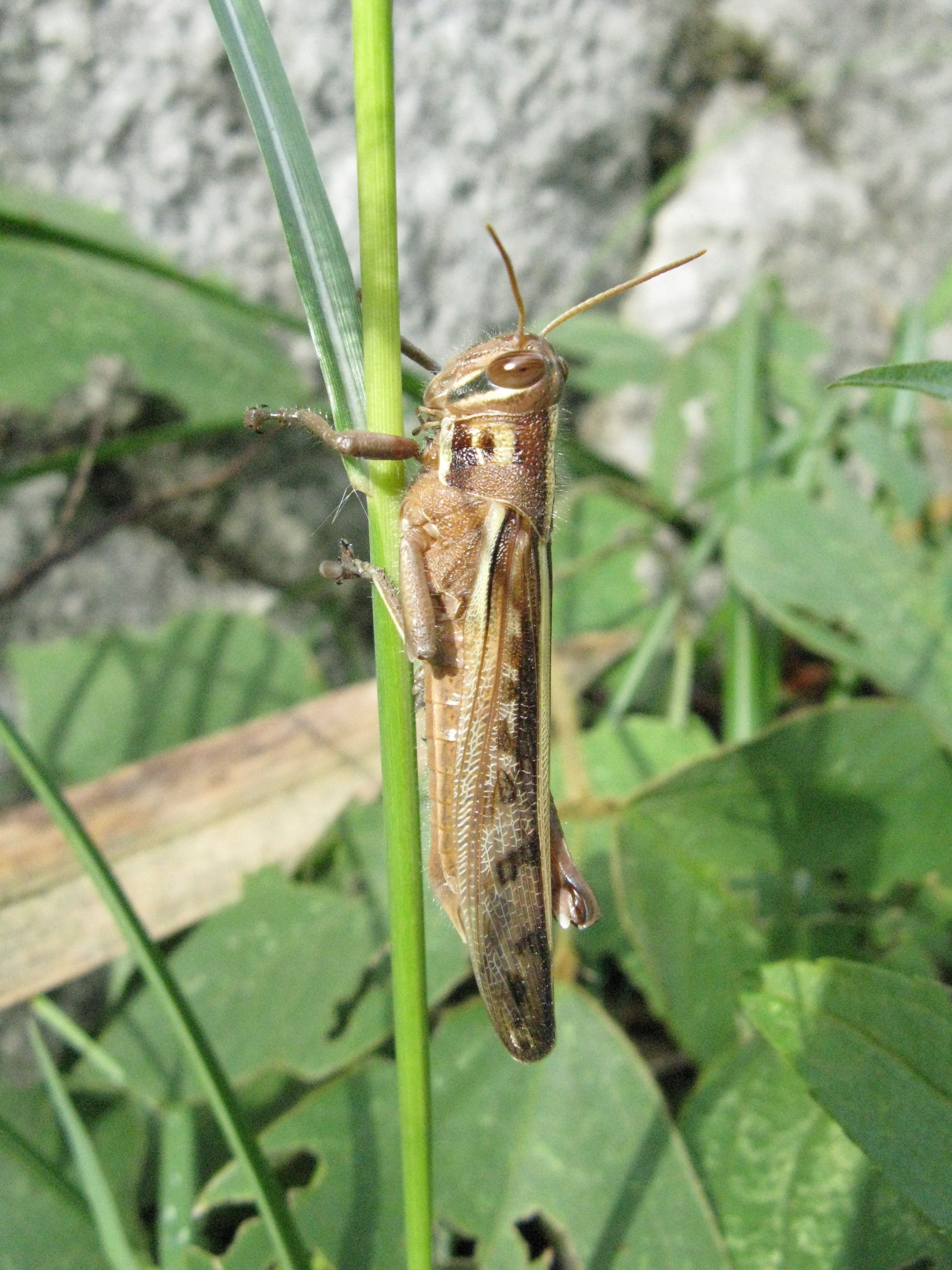
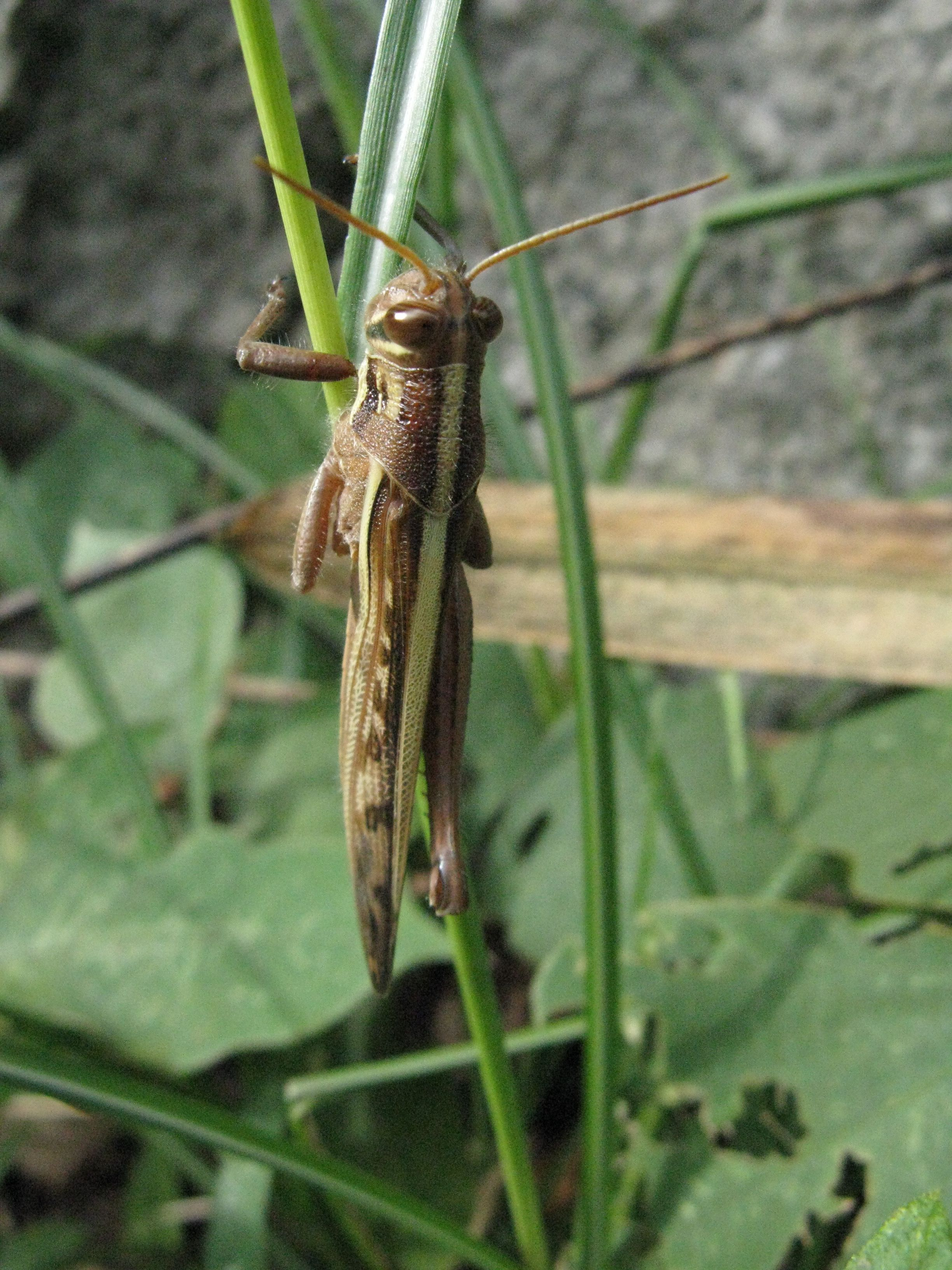